# Fiszki (Białoruś)
Fiszki – dawna kolonia na Białorusi, w obwodzie grodzieńskim, w rejonie grodzieńskim, w sielsowiecie Kopciówka.
W latach 1921–1939 kolonia należała do gminy Hornica.
Według Powszechnego Spisu Ludności z 1921 roku kolonię zamieszkiwało 7 osób, wszystkie były wyznania rzymskokatolickiego i zadeklarowały polską przynależność narodową. Był tu 1 budynek mieszkalny.